# Ain't She Sweet
Ain't She Sweet est une chanson dont la musique est composée par Milton Ager avec des paroles écrites par Jack Yellen (en). Avec le temps, elle devient un standard et est enregistrée par d'innombrables artistes dont Tommy Dorsey, Frank Sinatra de même que les Beatles.

## Historique
Milton Ager a écrit Ain't She Sweet pour sa fille Shana qui, plus tard, a connu une carrière de commentatrice politique sous le nom de Shana Alexander (en).
La chanson est publiée en 1927 par la Edwin H. Morris & Co., Inc. (aujourd'hui dans le giron de MPL Communications, la compagnie de Paul McCartney) et enregistrée une vingtaine de fois, seulement pendant cette même année[réf. nécessaire]. Populaire dans la première moitié du XXe siècle, elle devient une des chansons à succès qui caractérise les « années folles ». Comme Happy Days Are Here Again, une autre composition du duo, publiée en 1929, elle est un standard de la Tin Pan Alley. Ager et Yellen sont admis au Songwriters Hall of Fame en 1972.

## Versions enregistrées
- Lou Gold (en) and The Melody Man – 17 janvier 1927 Gennett Records (en)
- Ben Bernie and his Orchestra – 1927
- Gene Austin – 1927
- Johnny Marvin – 1927
- Annette Hanshaw – 1927
- Paul Whiteman's Rhythm Boys (en) – enregistrée le 20 juin 1927[4].
- Lillian Roth – 1933
- Mr. Goon-Bones & Mr. Ford – 1949
- Paul Ash (en) and his Orchestra
- Winifred Atwell – Decca Records
- Frank Banta
- Pearl Bailey – 1949 Harmony Records (en)
- Bunny Berigan & His Orchestra – 1940
- Sally Blair – EMI Records Group, N.A.
- Eddie Cantor
- Judy Carmichael (en)– 1985
- Benny Carter – Contemporary Records
- Bill Coleman, Stephane Grappelli – Classic Jazz Records
- Jackie Davis – Capitol Records
- Eric Delaney and his Band – EMI Records Group, N.A.
- Tommy Dorsey – Decca Records
- The Dukes of Dixieland (en) – Audio Fidelity Records (en)
- Erroll Garner
- Ken Griffin (en) – Columbia Records
- Annette Hanshaw – 1927 – Pathé Actuelle
- Fletcher Henderson – Disques Swing Records
- Joe « Mr Piano » Henderson (en) – Pye Records UK
- The Milt Herth (en) Trio – Dot Records (en)
- Michael Holliday (en) – dans son album Mike (1962)[5].
- Ferlin Husky – 1959
- Jack Hylton and his Orchestra – EMI Records Group, N.A.
- Harry James & His Orchestra – 1945
- Sammy Kaye – 1960
- Enoch Light and his Orchestra (en)
- Meade « Lux » Lewis
- Guy Lombardo & His Royal Canadians – 1966
- Jimmie Lunceford and his Orchestra – 1939 – Columbia Records
- Johnny Maddox (en) – Dot Records (en)
- The Johnny Mann Singers – Liberty Records
- Billy May – Capitol Records Arthur Murray Cha Cha Mambos (en) – 1955
- The Modernaires (en) – Coral Records
- The Moms and Dads (en) – Crescendo Records (en)
- Joyce Moody and Earl Wentz (en) – Sixpence, Inc.
- Russ Morgan and his Orchestra – Capitol Records
- Eddie Peabody (en)
- Mel Powell Trio
- Duffy Power (en)
- Raul Seixas and his Band – 1992 – Raul Vivo
- Frank Sinatra – enregistrée le 10 avril 1962, Reprise Records[6].
- Jimmy Smith
- Big Joe Turner – Classic Jazz Records
- Gene Vincent & the Blue Caps – 1956 Capitol Records
- Ben Webster, Frank Rosolino – Contemporary Records
- Lawrence Welk and his Orchestra – Ranwood Records (en)
- Coco Briaval – Sunset France / Harmonia Mundi
- Lena Zavaroni – Hold Tight, It's Lena (en) BBC Records (en) (UK, 1982)
- Raul Seixas and his Band – 1992 – Raul Vivo

Ain't She Sweet a également été enregistrée par Fabian Forte; Hoosier Hot Shots (en); Ray Anthony; Nat King Cole; Tiny Hill (en) & the Hilltoppers; the Playboys; the Viscounts; Frankie Lymon & the Teenagers; et plusieurs autres. La chanson fut aussi reprise en 1990 sur l'album Funk of Ages (en), de Bernie Worrell accompagné de plusieurs anciens membres de Parliament-Funkadelic.

### Versions des Beatles
En début de carrière, le groupe rock britannique The Beatles ont repris cette chanson sur scène et l'ont enregistré à Hambourg. Cet enregistrement, effectué en 1961 et produit par Bert Kaempfert, a été commercialisé en 1964 et a ultimement été inclus sur le disque Anthology 1 en 1995. Un bœuf, enregistré en 1969, a aussi été inclus dans Anthology 3 en 1996. De plus, une courte version par John Lennon en solo peut être entendue dans la collection John Lennon Anthology parue en 1998.

## Entendue dans des films ou émissions télé

### Films
- Hazel Green & Company, a Warner Bros./Vitaphone musical short (1927);
- En janvier 1928, un court métrage de la chanson Ain't She Sweet chantée par Chili Bouchier (en) a été filmé avec le procédé « son sur film » du DeForest Phonofilm;
- Duck Soup (Paramount Pictures, 1933);
- Margie (Twentieth Century Fox, 1946) la scène de l'école de dance;
- You Were Meant for Me (Twentieth Century Fox, 1948);
- You're My Everything (Twentieth Century Fox, 1949);
- Force of Arms (Warner Brothers, 1951) au piano dans le café italien;
- Strangers on a Train (Warner Brothers, 1951) version instrumentale dans la scène du carnaval;
- Feed the Kitty (1952) Merrie Melodies cartoon;
- East of Eden (Warner Brothers, 1955) version instrumentale dans la scène du carnaval, le film se déroule environ 10 ans avant que la chanson ne soit composée;
- The Eddy Duchin Story (Columbia Pictures, 1955);
- Picnic (MGM, 1955) Chantée par les gens de Salina au Kansas lorsque le personnage de Kim Novak est sur la rivière dans son bateau au forme de cygne;
- Midnight in Paris (Sony Pictures Classics, 2011).

### Télé
- Coronation Street chantée par Sylvia Goodwin avec d'autres personnes ;
- Dr House Saison 2, Épisode 9 : Deception ;
- You Rang, M'Lord? (en) Saison 2 Épisode 5 : The Wounds of War ;
- Heartbeat (en) Saison 16, Épisode 12 : Vendetta (2007) ;
- Midnight in Paris (Sony Pictures Classics, 2011) ;
- Bunheads Saison 1, épisode 1 : Pilot (2012) ;
- Being Human : La Confrérie de l'étrange, Octobre 2017 Saison 4, Épisode 5 : The Honeymooners.